# Houžev
Houžev, nářečně též hužva, (množ. č. houžve, hužve) je vazebný prvek, druh provazu vyrobený ze zkroucených prutů, větví, kořenů nebo kmínků stromů s osekanými větvemi. Buď to jsou nerozdrcené svazky mladých proutků (např. pomlázka), nebo se svazky rozdrtí, čímž vzniká jemnější provaz. Takových provazů se používalo od pravěku k vázání předmětů k sobě nebo k jejich obepínání.

## Použití
- vazebný prvek konstrukcí (historicky největší objem a nejrozšířenější): 
  - ke stavbě vorů, pracovním místem je vaziště
  - na konstrukce stěn dřevohlinitých domů[1]
  - na ploty
  - na pltě
  - na lešení
- jako obruč 
  - k vázání otepí větví či polínek při přepravě
  - k vázání soudků či beček
- na držadla:
  - udidlo: houžev v zubřích nozdrách je symbolem rodu Pernštejnů.